# Isaac de Pinto
Isaac de Pinto est un banquier et moraliste juif, d’origine portugaise, né à Amsterdam le 20 avril 1717 et mort à La Haye le 14 août 1787.
Il habite quelque temps Bordeaux, puis s’établit à La Haye, où sa grande fortune, son vaste savoir, sa générosité lui acquièrent une grande considération et le mettent en relation avec les hommes politiques et les hommes de lettres les plus distingués.
Le stathouder Guillaume IV consulte à plusieurs reprises Pinto sur des matières d’économie politique et de finances, et suit ses conseils en réformant de graves abus. Lorsque, en 1748, le trésor public des Provinces-Unies est épuisé par suite de la guerre, Isaac Pinto verse de grandes sommes pour venir en aide à sa patrie adoptive et contribue a sauver l’État.
Après la mort du stathouder, il séjourne pendant plusieurs années à Paris et à Londres, et se lie avec plusieurs hommes éminents.

## Œuvres

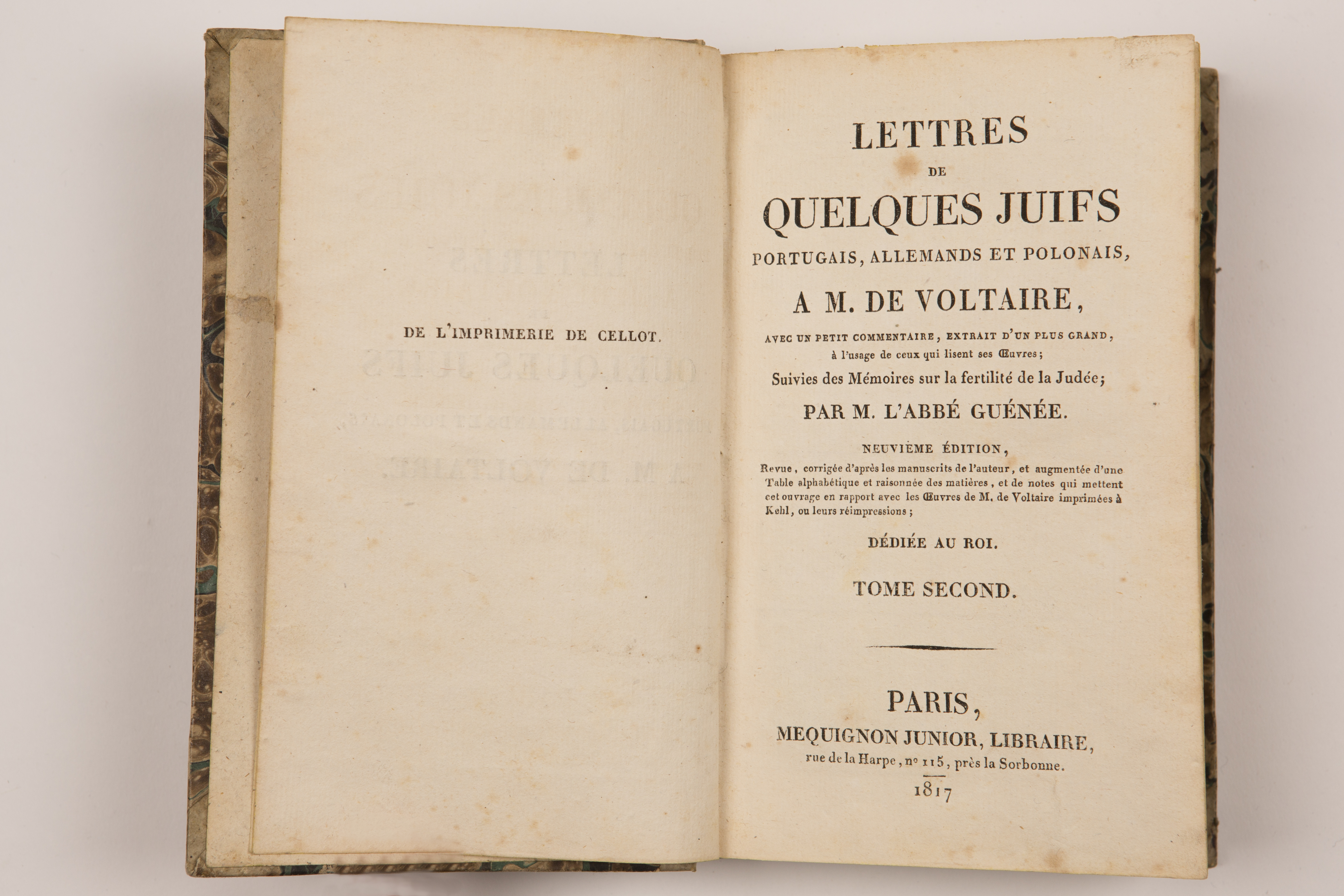
Apologie pour la Nation Juive est reproduite par Antoine Guénée dans ces Lettres de Quelques Juifs Portugais, Allemands et Polonais, à M. de Voltaire. (1817, 9e édition, Paris. Dans la collection du musée juif de Suisse.)

On lui doit plusieurs ouvrages écrits en français : 
- Essai sur le luxe (Amsterdam, 1762);
- Apologie pour la nation juive ou Réflexions critiques (Amsterdam, 1762), dans laquelle il combattit les attaques dirigées par Voltaire contre les juifs;
- Du jeu de cartes (1788, in-8°);
- Traité de la circulation et du crédit (Amsterdam, 1771, in-8°);
- Précis des arguments contre les matérialistes (La Haye, 1771, in-8°);
- Lettres de M. de Pinto à l’occasion des troubles des colonies d’Amérique (La Haye, 1776), etc.

Les ouvrages d’Isaac Pinto lui acquirent la réputation d’un publiciste éminent. Il s’y montre comme un esprit philosophique, tolérant, toujours à la recherche du bien et désireux de contribuer aux progrès du genre humain. Il comptait au nombre de ses amis Hume, Steward, Mirabeau et Pereire, le premier promoteur de l’instruction des sourds-muets, avec qui il travailla activement à améliorer le sort des Israélites.

## Source
« Isaac de Pinto », dans Pierre Larousse, Grand dictionnaire universel du XIXe siècle, Paris, Administration du grand dictionnaire universel, 15 vol., 1863-1890 [détail des éditions].